# Магнитен векторен потенциал
Магнитният векторен потенциал на електромагнитното поле {\displaystyle \mathbf {A} } (векторен потенциал, магнитен потенциал) в електродинамиката е вектор, чиято ротация е равна на магнитната индукция {\displaystyle \mathbf {B} }:
{\displaystyle \mathbf {B} =\operatorname {rot} \mathbf {A} =\nabla \times \mathbf {A} .}
Среща се и определението му чрез напрегнатостта на магнитното поле {\displaystyle \mathbf {H} }
{\displaystyle \mathbf {H} =\operatorname {rot} \mathbf {A} =\nabla \times \mathbf {A} .}
с точност до коефициента магнитна проницаемост {\displaystyle \mathbf {\mu } }, отчитайки, че {\displaystyle \mathbf {B} =\mathbf {\mu } \mathbf {H} }.
Измерва се в Тесла по метър или волт по секунда на метър {\displaystyle [A]=\mathrm {T\cdot m} =\mathrm {\frac {V\,s}{m}} } в системата СИ (SI) или в Гаус по сантиметър {\displaystyle [A]=\mathrm {G\cdot cm} } в системата СГС.
Векторният потенциал {\displaystyle \mathbf {A} } е пространствената компонента на 4-вектора на електромагнитния потенциал.

## Физически смисъл на векторния потенциал
Обикновено се смята, че векторният потенциал е величина, която няма пряк физически смисъл и е въведена само за удобство на изчисленията. Въпреки това е било възможно да се направят експерименти, които показват, че векторният потенциал е достъпен за директно измерване. Точно както електростатичният потенциал е свързан с понятието за енергия, векторният потенциал е тясно свързан с понятието за импулс.

## Векторният потенциал в уравненията на Максуел
Един от начините да се запишат уравненията на Максуел е да се формулират по отношение на векторния и скаларния потенциали. В този случай уравнението {\displaystyle \operatorname {div} \mathbf {B} =0} се изпълнява автоматично.
Заместването на израза {\displaystyle \mathbf {B} =\operatorname {rot} \mathbf {A} } във второто уравнение на Максуел
{\displaystyle \operatorname {rot} \mathbf {E} =-{\frac {\partial \mathbf {B} }{\partial t}}}
води до уравнението
{\displaystyle \operatorname {rot} \left(\mathbf {E} +{\frac {\partial \mathbf {A} }{\partial t}}\right)=0,}
според което точно както в електростатиката се въвежда скаларен eлектричен потенциал {\displaystyle \varphi } (означаван още с {\displaystyle V_{e}} или {\displaystyle C}). Сега обаче и скаларният, и векторният потенциал допринасят за напрегнатостта на електричното поле {\displaystyle \mathbf {E} }:
{\displaystyle \mathbf {E} =-\operatorname {grad} \;\varphi -{\frac {\partial \mathbf {A} }{\partial t}}.}
Ако в първото уравнение на Максуел
{\displaystyle \operatorname {rot} \mathbf {H} =\mathbf {J} _{np}+{\frac {\partial \mathbf {D} }{\partial t}}} се замести {\displaystyle \mathbf {H} } от основното определение за векторния потенциал
{\displaystyle \mathbf {H} ={\frac {\mathbf {B} }{\mu }}={\frac {\operatorname {rot} \mathbf {A} }{\mu }}} и {\displaystyle \mathbf {D} =\varepsilon \mathbf {E} =\varepsilon \left(-\operatorname {grad} \;\varphi -{\frac {\partial \mathbf {A} }{\partial t}}\right)},
то добива вида:
{\displaystyle \operatorname {rot} \;\operatorname {rot} \mathbf {A} =\mu \mathbf {J} _{np}+\varepsilon \mu {\frac {\partial }{\partial t}}\left(-\operatorname {grad} \;\varphi -{\frac {\partial \mathbf {A} }{\partial t}}\right).}
Използвайки равенството {\displaystyle \operatorname {rot} \;\operatorname {rot} \mathbf {A} =\operatorname {grad} \;\operatorname {div} \mathbf {A} -\nabla ^{2}\mathbf {A} }, уравненията за векторния и скаларния потенциал могат да бъдат записани като
{\displaystyle \nabla \mathbf {A} -\operatorname {grad} \left(\operatorname {div} \mathbf {A} +{\frac {1}{c^{2}}}{\frac {\partial \varphi }{\partial t}}\right)-{\frac {1}{c^{2}}}{\frac {\partial ^{2}\mathbf {A} }{\partial t^{2}}}=-\mu _{0}\mathbf {J} _{np},}
{\displaystyle \nabla \varphi +{\frac {\partial }{\partial t}}\operatorname {div} \mathbf {A} =-{\frac {\rho }{\varepsilon }},}
където {\displaystyle c} е скоростта на светлината във вакуум.

### Векторен потенциал и магнитен поток
В съответствие с теоремата на Стокс, магнитният поток {\displaystyle \Phi } през контура {\displaystyle L}, заграждащ площ {\displaystyle S}, може лесно да бъде изразен чрез на циркулацията на векторния потенциал {\displaystyle \mathbf {A} } по този контур:
{\displaystyle \Phi =\oint \limits _{L}\mathbf {A} \cdot \mathbf {dl} =\iint _{S}\nabla \times \mathbf {A} \,\cdot \,d\mathbf {S} .}

## Калибриране на векторен потенциал
Лесно е да се провери, че преобразованията
{\displaystyle \mathbf {A} \rightarrow \mathbf {A} +\nabla \psi ,}
{\displaystyle \varphi \rightarrow \varphi -{\frac {\partial \psi }{\partial t}},}
където {\displaystyle \psi } е произволна скаларна функция от координати и време, не променят уравненията на Максуел (калибровната инвариантност, според теоремата на Ньотер, съответства на закона за запазване на електрическия заряд). За удобство при решаването на тези уравнения се налага допълнително изкуствено условие, наречено калибровка на потенциала. При решаване на различен клас задачи една или друга калибровка е по-удобна. Широко използвани са две – калибровката на Кулон и калибровката на Лоренц. Съществуват още калибровка на Лондоните и калибровка Ф=0. 

### Калибровка на Кулон
Калибровка на Кулон се нарича изразът:
{\displaystyle \operatorname {div} \mathbf {A} =0.}
Това калибриране е удобно за разглеждане на магнитостатични проблеми (с токове, постоянни във времето).

### Калибровка по Лоренц
Калибровката на Лоренц е условието, че 4-дивергенцията на потенциала е равна на нула (в СИ):
{\displaystyle \nabla _{\mu }A_{\mu }=\operatorname {div} \mathbf {A} +{\frac {1}{c}}{\frac {\partial \varphi }{\partial t}}=0.}
В този случай уравненията се пренаписват чрез оператора на Д'Аламбер:
{\displaystyle \square \mathbf {A} \equiv \Delta \mathbf {A} -{\frac {1}{c^{2}}}{\frac {\partial ^{2}\mathbf {A} }{\partial t^{2}}}=-\mu _{0}\mathbf {J} _{np},}
{\displaystyle \square \varphi \equiv \Delta \varphi -{\frac {1}{c^{2}}}{\frac {\partial ^{2}\varphi }{\partial t^{2}}}=-{\frac {\rho }{\varepsilon }}.}
Уравненията, написани в тази форма, са по-удобни за използване при решаване на нестационарни задачи.

## Изобразяване на А-полето
Вижте Фейнман  за изобразяването на полето А около дълъг тънък соленоид.
От
{\displaystyle \nabla \times \mathbf {B} =\mu _{0}\mathbf {J} }
приемайки квазистатични условия, т.е.
{\displaystyle {\frac {\partial E}{\partial t}}\to 0\,\quad \nabla \times \mathbf {A} =\mathbf {B} \,,}
линиите и контурите на A се отнасят към B, както линиите и контурите на B се отнасят към J. По този начин изображението на полето A около контур на потока B  (както би се получило в тороидален индуктор) е качествено същото като полето B около токова верига.
Фигурата вдясно е художeствено изображение на полето А. По-дебелите линии показват пътища с по-висок среден интензитет (по-късите пътища имат по-висок интензитет, така че интегралът на пътя е същият). Линиите са начертани, за да придадат естетически общ вид на А-полето.
Чертежът приема, че ∇ ⋅ A = 0, вярно при едно от следните предположения:
- приема се калибровката на Кулон;
- приема се калибровката на Лоренц и няма заряди – обемната им плътност {\displaystyle \rho =0};
- приема се калибровката на Лоренц и нулева честота;
- приема се калибровката на Лоренц и различна от нула, но достатъчно ниска честота, предполага се за да се пренебрегне {\textstyle {\frac {1}{c}}{\frac {\partial \varphi }{\partial t}}}.